# 2016 dans le catholicisme
Chronologie du catholicisme
- 2012
- 2013
- 2014
- 2015
- 2016
- 2017
- 2018
- 2019
- 2020

Cet article présente les faits marquants de l'année 2016 dans le catholicisme.

## Évènements
- 24 au 31 janvier : congrès eucharistique international à Cebu.
- 12 au 18 février : voyage apostolique du pape à Cuba et au Mexique
- 12 février : à Cuba, rencontre historique du pape François et du patriarche (orthodoxe) de Moscou Cyrille.
- 8 avril : publication de l'exhortation apostolique Amoris lætitia, concluant le synode sur la famille.
- 16 avril : voyage apostolique du pape en Grèce à Lesbos.
- 5 juin : canonisation de Stanislas Papczyński et d'Élisabeth Hesselblad.
- 24 au 26 juin : voyage apostolique du pape en Arménie.
- 26 juillet : attentat de l'église de Saint-Étienne-du-Rouvray, assassinat du Père Jacques Hamel.
- 26 au 31 juillet : réunion des Journées mondiales de la jeunesse à Cracovie.
- 4 septembre : canonisation de Mère Teresa.
- 30 septembre au 2 octobre : voyage apostolique du pape en Géorgie et en Azerbaïdjan.
- 14 octobre : élection d'Arturo Sosa comme supérieur général de la Compagnie de Jésus.
- 16 octobre : canonisation d'Élisabeth de la Trinité, de Salomon Leclercq et de 5 autres bienheureux.
- 31 octobre et 1er novembre : voyage apostolique du pape en Suède.
- 5 novembre : béatification des 38 martyrs d'Albanie.
- 19 novembre : 
  - consistoire pour la création de 17 cardinaux dont 13 électeurs.
  - béatification de Marie-Eugène de l'Enfant-Jésus.
- 21 novembre : publication de la lettre apostolique Misericordia et misera, concluant le Jubilé de la Miséricorde.
- 11 décembre : béatification des 11 Martyrs du Laos.

## Décès

### Janvier
- 9 janvier : Paul-Marie Rousset, prélat français, premier évêque de Saint-Étienne (° 27 août 1921)
- 15 janvier : Daniel Bohan, prélat canadien, archevêque de Regina (° 8 novembre 1941)
- 27 janvier : Madeleine Aumont, voyante d'apparitions christiques non reconnues par l'Église (° 27 octobre 1924)
- 28 janvier : Émile Destombes, prélat et missionnaire français, vicaire apostolique de Phnom-Penh et évêque titulaire d'Altava (de) (° 15 août 1935)

### Février
- 20 février : Fernando Cardenal, prêtre jésuite et homme politique nicaraguayen (° 26 janvier 1934)
- 28 février : Patrick de Laubier, prêtre, universitaire et sociologue français (° 13 janvier 1935)

### Mars
- 2 mars : 
  - Benoît Lacroix, prêtre dominicain, théologien, philosophe, médiéviste et professeur québécois (° 8 septembre 1915)
  - Janusz Bolonek, prélat polonais, diplomate du Saint-Siège et archevêque titulaire de Madaure (° 6 décembre 1938)
- 7 mars : 
  - Michel Jaouen, prêtre jésuite et éducateur français, "curé des mers" (° 6 octobre 2020)
  - Paolo Giglio, prélat maltais, diplomate du Saint-Siège et archevêque titulaire de Tyndaris (de) (° 20 janvier 1927)
- 10 mars : Andreas Henrisusanta, prélat indonésien, évêque de Tanjungkarang (° 7 juin 1935)
- 21 mars : Joseph Mercieca, prélat maltais, archevêque de Malte (° 11 novembre 1928)
- 26 mars : Andreas Peter Cornelius Sol, prélat indonésien d'origine néerlandaise, évêque d'Amboina (° 19 octobre 1915)
- 27 mars : Mère Angelica, religieuse et femme de télévision américaine (° 20 avril 1923)
- 31 mars : 
  - Georges Cottier, cardinal et théologien suisse, précédemment archevêque titulaire de Tullia (de) (° 25 avril 1922)
  - François Marty, prêtre jésuite et philosophe français (° 2 février 1926)

### Avril
- 6 avril : Jaime Gonçalves, prélat mozambicain, archevêque de Beira (° 26 novembre 1936)
- 26 avril :
  - Vincent Darius, prélat grenadien, évêque de Saint-Georges en Grenade (° 6 septembre 1955)
  - Harry Wu, dissident et détenu chinois catholique (° 8 février 1937)
- 27 avril : Michel Sales, prêtre jésuite, philosophe et théologien français (° 11 novembre 1939)
- 29 avril : Hilarius Moa Nurak, prélat indonésien, évêque de Pangkal Pinang (° 21 février 1943)
- 30 avril : Daniel Berrigan, prêtre jésuite, théologien, poète et militant pacifiste américain (° 9 mai 1921)

### Mai
- 5 mai : Jacques Van der Biest, prêtre belge engagé dans l'action sociale (° 8 octobre 1929)
- 7 mai : Alain Carron de La Carrière, prêtre dominicain, producteur et animateur français de radio et de télévision (° 1er juin 1932)
- 13 mai : Éloi Leclerc, prêtre franciscain et écrivain français (° 24 juin 1921)
- 16 mai : Giovanni Coppa, cardinal italien, diplomate du Saint-Siège et archevêque titulaire de Serta (de) (° 9 novembre 1925)
- 21 mai : Andrea Maria Erba, prélat italien, évêque de Velletri-Segni (° 1er janvier 1930)
- 22 mai : Lucjan Avgustini, prélat albanais, évêque de Sapë (it) (° 28 août 1963)
- 26 mai : Loris Francesco Capovilla, cardinal italien, prélat de Lorette et secrétaire particulier de Jean XXIII, précédemment archevêque titulaire de Mesembria (° 14 octobre 1915)
- 27 mai : Girolamo Prigione, prélat italien, diplomate du Saint-Siège et archevêque titulaire de Lauriacum (de) (° 12 octobre 1921)

### Juin
- 9 juin : Carillo Gritti, prélat et missionnaire italien, prélat-évêque d'Itacoatiara (° 12 mai 1942)
- 23 juin : Cecilia Maria de la Santa Faz, religieuse carmélite argentine (° 5 décembre 1973)
- 29 juin : 
  - Robert Gay, prélat et missionnaire canadien, évêque de Kabale (° 22 janvier 1927)
  - Giuseppe De Andrea, prélat italien, diplomate du Saint-Siège et archevêque titulaire d'Antium (de) (° 20 avril 1930)

### Juillet
- 6 juillet : Michel Coloni, prélat français, archevêque de Dijon (° 25 août 1927)
- 9 juillet : Silvano Piovanelli, cardinal italien, archevêque de Florence (° 21 février 1924)
- 13 juillet : Zygmunt Zimowski, prélat polonais de la Curie (° 7 avril 1949)
- 15 juillet : Jérôme Owono-Mimboe, prélat camerounais, évêque d'Obala (° 4 février 1933)
- 17 juillet : Pierre de Grauw, prêtre, peintre, sculpteur et graveur néerlandais (° 3 décembre 1921)
- 18 juillet : Nikolaus Messmer, prélat jésuite russe allemand, administrateur apostolique du Kirghizistan (° 19 décembre 1954)
- 26 juillet : Jacques Hamel, prêtre français, victime du terrorisme islamiste, serviteur de Dieu (° 30 novembre 1930)
- 27 juillet : Dominik Hrušovský, prélat slovaque, diplomate du Saint-Siège et archevêque titulaire de Tubia (de) (° 1er juin 1926)

### Août
- 2 août : 
  - James Martin Hayes, prélat canadien, archevêque de Halifax (° 27 mai 1924)
  - Franciszek Macharski, cardinal polonais, archevêque de Cracovie (° 20 mai 1927)
- 8 août : Edward Daly, prélat et militant pacifiste irlandais, évêque de Derry (° 5 décembre 1933)
- 18 août : Jan Van Cauwelaert, prélat et missionnaire belge au Congo belge, évêque d'Inongo (° 12 avril 1914)
- 19 août : Judes Bicaba, prélat burkinabé, évêque de Dédougou (° 1947)

### Septembre
- 1er septembre : Frederick Drandua, prélat ougandais, évêque d'Arua (en) (° 12 août 1943)
- 16 septembre : 
  - Gabriele Amorth, prêtre, exorciste et auteur italien (° 1er mai 1925)
  - Johannes Tcholakian (en), prélat turc, archevêque d'Istanbul des Arméniens (en) (° 12 avril 1919)
- 20 septembre : 
  - Jean Chabbert, prélat français, archevêque-évêque de Perpignan (° 31 décembre 1920)
  - Peter Leo Gerety, prélat américain, archevêque de Newark (° 12 juillet 1912)
- 23 septembre : Herman Joseph Sahadat Pandoyoputro, prélat indonésien, évêque de Malang (° 23 avril 1939)

### Octobre
- 27 octobre : 
  - René Chamussy, prêtre jésuite et universitaire français devenu libanais (° 15 décembre 1936)
  - François Tong Hui, prélat et dissident chinois, évêque de Yan'an (° 15 août 1933)
- 31 octobre : Paul Detienne, prêtre jésuite, missionnaire en Inde et auteur belge en langue bengalie (° 30 décembre 1924)

### Novembre
- 5 novembre : 
  - Guy de Fatto, prêtre et musicien français, aumônier des artistes du spectacle (° 21 mai 1925)
  - Jacques Grand'Maison, prêtre, sociologue, théologien, écrivain et enseignant canadien (° 18 décembre 1931)
- 16 novembre : Joseph Khoury, prélat libanais de rite maronite, éparque de Saint-Maron de Montréal, précédemment évêque titulaire de Chonochora (de) (° 1er novembre 1936)
- 26 novembre : Peter-Hans Kolvenbach, prêtre jésuite néerlandais de rite arménien, supérieur de la Compagnie de Jésus (° 30 novembre 1928)

### Décembre
- 1er décembre : Zekarias Yohannes, prélat érythréen de rite éthiopien, éparque d'Asmara (° 13 mai 1925)
- 10 décembre : William J. Richardson, prêtre jésuite et philosophe américain (° 2 novembre 1920)
- 12 décembre : Javier Echevarría Rodríguez, prélat espagnol, prélat de l'Opus Dei (° 14 juin 1932)
- 14 décembre : 
  - Paulo Evaristo Arns, cardinal brésilien, archevêque de São Paulo (° 14 septembre 1921)
  - Mario Giubilei, prêtre ouvrier français et personnalité de la culture (° 30 décembre 1941)
- 17 décembre : Edmond Farhat, prélat libanais, diplomate du Saint-Siège et archevêque titulaire de Byblus (de) (° 20 mai 1933)
- 23 décembre : Jean Gagnon, prélat canadien, évêque de Gaspé, précédemment évêque titulaire de Lamdia (de) (° 21 mai 1941)
- 24 décembre : Joseph Fitzmyer, prêtre jésuite, bibliste et théologien américain (° 4 novembre 1920)
- 25 décembre : Léon Soulier, prélat français, évêque de Limoges (° 13 janvier 1924)
- 30 décembre : Justo Mullor García, prélat espagnol, diplomate du Saint-Siège et archevêque titulaire d'Emerita Augusta (de) puis de Volsinium (de) (° 8 mai 1932)